# Обнога (річка)
Обнога, Сенечин, Сенечний (пол. Seneczyn, Seneczny) — річка в Україні, у Долинському районі Івано-Франківської області, ліва притока Мизунки (басейн Дністра).

## Опис
Довжина річки 8  км, найкоротша відстань між витоком і гирлом — 5,99  км, коефіцієнт звивистості річки — 1,34 . Формується багатьма безіменними гірськими струмками. Потік тече у гірському масиві Ґорґани (зовнішня смуга Українських Карпат).

## Розташування
Бере початок з-під гори Кічери Радачинської (1144 м) на південно-західній околиці села Сенечіва. Тече через нього на північний схід і на північно-східній околиці впадає у річку Мизунку, ліву притоку Свічі.